# Robótica de enjambres
La robótica de enjambres es un nuevo tipo de aproximación para la coordinación de sistemas de modelos basados en agentes, constituidos por un alto número de robots relativamente simples. La meta de esta aproximación es estudiar el diseño de robots (tanto a nivel físico, como de sus conductas de comportamiento), de forma que emerjan patrones de comportamiento colectivo predeterminados mediante las interacciones entre robots y de  robots con su entorno, siguiendo el ejemplo de los patrones de comportamiento emergente que se observan en los insectos sociales, llamados inteligencia de enjambre. 
Se ha descubierto que al mejorar un juego de comportamientos individuales relativamente primitivos mediante sistemas de comunicación, surgirá un amplio conjunto de comportamientos complejos de enjambre.
A diferencia de los sistemas de robótica distribuida en general, la robótica de enjambres enfatiza en el uso de un elevado número de robots, y promueve la escalabilidad, por ejemplo empleando únicamente comunicación local. Dicho tipo de comunicación se consigue mediante utilización de sistemas de transmisión inalámbrica, tanto por radiofrecuencia como por infrarrojos.
La aplicación potencial de la robótica de enjambres incluye tareas que exijan, por un lado, la miniaturización extrema (nanorrobótica, microrrobótica), como por ejemplo sistemas distribuidos de sensores y actuadores en micro maquinaria o el cuerpo humano. Y por otro lado, la robótica de enjambres está indicada para tareas que exijan diseños extremadamente económicos, como por ejemplo para tareas de minería, o para sistemas de medición en agricultura. Artistas de vanguardia se valen de las técnicas relacionadas con la robótica de enjambres para crear nuevas formas de instalaciones de arte interactivo.
Tanto la miniaturización como el coste son factores restrictivos que enfatizan la simplicidad de los agentes individuales que componen el equipo, y por ende, motivan aproximaciones de inteligencia de enjambre para conseguir comportamientos que tengan sentido a ese nivel.
Es necesario investigar en profundidad para poder encontrar metodologías que permitan el diseño y la predicción certera de  comportamientos de enjambre, partiendo de las características de los agentes individuales del enjambre. Para ello, son esenciales para el estudio sistemático de comportamientos herramientas de seguimiento, como el seguimiento  por video.
El Bristol robotics laboratory ha desarrollado un sistema de posicionamiento y seguimiento por ultrasonidos destinado a la investigación de enjambres.